# Повіт Міє
Пові́т Мі́є (яп. 三重郡, みえぐん, МФА: [mʲi.e guɴ]) — повіт в префектурі Міє, Японія.